# Olympias
Olympias (Ολυμπιάς på græsk) (død 316 f.Kr.) var en erirotisk prinsesse, Philip II af Makedonien' dronning og moder til Alexander den store. Olympias var det tilnavn hendes mand gav hende, da han vandt et hestevæddeløb i Olympius. Ifølge forskellige legender blev Olympias ikke gravid med Philip, men med Zeus. Philip skulle have været bange for sin kone, da hun skulle sove i selskab med slanger. Alexander selv var opmærksom på disse legender og refererede tit til, at hans far var Zeus og ikke Philip.
Efter Alexanders død støttede Olympias sit barnebarn Alexander IV og allierede sig med Polyperchon for at drive Cassander væk fra magten i Makedonien. Selv om det lykkes hende at dræbe Alexander den stores halvbror Philip Arrhidaeus, hendes stedsøn, fangede Cassander Olympias og henrettede hende.
Ifølge traditionen var Olympias efterkommer af en kvinde af samme navn. Datter af Neoptolemos og Andromache, og derfor barnebarn af Achilles. Det gav Alexanders krav på at være den nye Achilles.